# Torre bizantina di Biccari
La torre Bizantina è un edificio situato nel centro storico del comune di Biccari, in provincia di Foggia.

## Storia
Non si conosce la data esatta in cui questa torre è stata costruita ma grazie ad una pergamena risalente al 1122 e scritta a Biccari siamo in grado di supporre che l'edificio sia stato costruito tra il 1116 e il 1122 dal Catapano Bogiano, per scopi di difesa del suo territorio.
L'edificio è a pianta circolare ed ha un'altezza di 23 metri, con un diametro esterno di 13. Le mura, alla base, superano lo spessore di 3 metri. Le pietre con cui fu edificata sono irregolari, alcune sfaccettate, e cementate con malta argillosa. È suddivisa in tre piani. La trorre presentava una cucina e finestre (molte delle quali successivamente chiuse) ad ogni piano. Inizialmente era possibile l'entrata grazie ad una scalinata, ancora esistente, mediante la quale si raggiungeva il primo piano. È prevista adesso la realizzazione di un'altra scala di collegamento tra i vari piani, nel quadro di una ristrutturazione avente lo scopo di adibire lo spazio a museo e luogo per altre manifestazioni culturali.